# To4ka-Treff
To4ka-Treff (russisch, lies: Totschka für Treffpunkt) ist das deutsch- und russischsprachige Jugendportal der Stiftung Deutsch-Russischer Jugendaustausch in Hamburg und der Goethe-Institute der Region Osteuropa/Zentralasien.
Das Jugendportal ist ein Projekt von jungen Menschen für junge Menschen und soll ein Ort des virtuellen Austauschs, der Kommunikation und des Netzwerkens sein. Vor allem soll es die Möglichkeiten der deutsch-russischen Kontaktaufnahme erweitern und vereinfachen. To4ka-treff ist zweisprachig aufgebaut, so dass alle Informationen über die jeweils andere Kultur auch ohne fundierte Sprachkenntnisse zugänglich sind: Russische Artikel werden ins Deutsche übersetzt und umgekehrt. Die Autoren schreiben und berichten in ihrer jeweiligen Muttersprache.

## Anfänge
Der offizielle Startschuss für das Jugendportal wurde am 25. März 2008 in Moskau gegeben und symbolisch auch durch Videobrücken nach Perm und Hamburg ausgestaltet. Der finale Launch des Jugendportals to4ka-treff fand am 20. Juni 2008 statt.
An der Konzeption von to4ka-treff sind beteiligt:
- Goethe-Institut Moskau, Projektteam
- Stiftung Deutsch-Russischer Jugendaustausch gGmbH
- Jugendpresse Deutschland
- YN Press, Russland
- Goethe-Institut Zentrale, Online-Redaktion
- Goethe-Institut Kiew
- Goethe-Institut Kairo, Li-lak

Das Webdesign für to4ka-treff und auch das Logo wurden von Eiga Design, Hamburg entwickelt.

## Ziele
Als Jugendportal will to4ka-treff dazu beitragen, den Austausch zwischen jungen Russen, russischsprachigen Jugendlichen aus Osteuropa und Zentralasien und jungen Menschen in Deutschland zu intensivieren, zu persönlichen Begegnungen animieren und diese nachhaltig stärken. Der „Treffpunkt“ für die Jugendlichen, ihre Texte, Bilder, Audios und Videos ist das Internet.

## Inhalte
- Komplett zweisprachig stellt to4ka-treff Informationen zu Sprache, Kultur, Reise und Alltag in Deutschland und Russland zur Verfügung.
- Die Online-Community garantiert die Vernetzung im Internet sowie auch nachhaltig vor, während und nach einem Austausch. Mitmachen und selbst gestalten steht dabei im Mittelpunkt!
- Verschiedene zweisprachige Blogs[1][2] stehen auf to4ka-treff zur Verfügung und unterstreichen die Mobilität des Jugendportals. Angefangen bei längeren Auslandsaufenthalten oder Reisen bis hin zu spannenden alltäglichen Begebenheiten zwischen Ost und West – die to4ka-Blogger sind immer dabei und berichten zeitnah. Sie dokumentieren, kommentieren und liefern Impressionen aus der anderen Kultur.
- In die Internetpräsenz eingebunden ist außerdem eine interaktive Projektbörse, die das Einstellen von Projektgesuchen und – angeboten in Deutschland und Russland ermöglicht. Darüber hinaus können to4ka-Nutzer auch individuelle  Anfragen nach Brief- oder E-Mail-Freundschaften, Praktika, Hospitationen oder Freiwilligendiensten einstellen.
- Das Herzstück von to4ka-treff ist ein regelmäßig wechselndes, deutsches oder russisches Top-Thema[3]. In verschiedenen Formaten werden im Rahmen des Top-Themas die unterschiedlichsten Aspekte der deutschen und/oder russischen Kultur beleuchtet und aufbereitet.
- to4ka-treff liefert ein buntes Angebot an Themen und Aktion, die vermitteln, dass das Kennenlernen der anderen Kultur zu einem Spaß macht und animiert, in einen gemeinsamen Dialog zu treten.

## To4ka-Training
To4ka-Trainings sind Workshops für Jugendliche aus Deutschland und Russland, in denen sie journalistisches Handwerkszeug erlernen und das Erlernte testen können. Diese sind besonders wichtig, da to4ka-treff Jugendliche auch im realen Leben zusammenbringen will und kooperative Begegnungen fördern möchte.
Über den gegenseitigen Austausch entsteht am Ende eine Vielzahl von Beiträgen unterschiedlicher Formate, die die verschiedenen deutsch-russischen Facetten eines Motivs widerspiegeln.
Die to4ka-Trainings und Workshops finden in Kooperation mit der Jugendpresse Deutschland und verschiedenen Partnern in Russland statt.

## Auszeichnungen
- 2009: Peter-Boenisch-Gedächtnispreis[4] des Petersburger Dialogs in der Kategorie Print/Online an Projektleiterin Dana Ritzmann.